# ラメリィ
ラメリィ（Ramerry、年齢非公開 4月1日 - ）は、日本のゲーム実況者であり歌い手。YouTubeでゲーム実況動画やショート動画、歌ってみた動画、オリジナル曲を投稿している他、ツイキャスで歌の配信などをしている。

## 略歴
- 2012年10月1日、ニコニコ動画に初ゲーム実況動画を投稿[1]
- 2018年2月16日、ニコニコ動画時代の実況動画をyoutubeに投稿
- 2018年4月10日、その動画が2ヶ月後のこの日から再生回数が急上昇する
- 2019年4月27日、本人の操作ミスによりYoutubeチャンネルが消滅
- 2019年5月17日、Youtubeチャンネルが復活し再始動
- 2019年7月12日、GameWith所属発表
- 2020年7月24日、Youtubeチャンネル登録者10万人突破
- 2020年12月2日、歌い手グループ『きみゆめ』加入発表
- 2021年7月20日、Youtubeチャンネル総再生回数1億回突破
- 2022年1月22日、Youtubeチャンネル登録者20万人突破
- 2022年10月8日、自らが作詞を担当した『きみゆめ』初のオリジナル曲を発表
- 2022年11月3日、『きみゆめ』が解散し、同時にソロ活動に戻る
- 2023年4月1日、初のオリジナル曲『lost Strawberry』を発表
- 2023年6月4日、Youtubeチャンネル登録者30万人突破
- 2023年10月4日、Youtubeチャンネル登録者40万人突破
- 2023年12月29日、Youtubeチャンネル総再生回数5億回突破
- 2024年1月8日、初ソロLIVE『HEART』を開催
- 2024年8月26日、Youtubeチャンネル登録者50万人突破

## 人物

### ゲーム実況
初期は大乱闘スマッシュブラザーズのステージ作り機能で、対戦相手が自分にたどり着くことが困難なコースを作り、中学時代からの友人であるo-3に操作される、通称『鬼畜ステージ』の動画を中心に投稿している。その堅牢な守りからsecomと称されるようになった。
この鬼畜ステージの犠牲になったのは、友人やゲーム実況者だけでなく、フィギュアスケートの宇野昌磨選手や、お笑い芸人の都築拓紀などもいる。
相手が嫌がるような仕掛けやドッキリが多いことから、『クズリィ』などと揶揄されることもしばしば。また、自身のスマブラの実力はあまり高くないため『ザコリィ』と呼ばれることも。また、新ファイターが追加されるたびに、いち早く検証動画や小ネタ集の動画を投稿していた。
2020年以降は当時人気のあつまれ どうぶつの森などスマブラ以外の動画投稿も積極的に行い、『鬼滅の刃しりとり』などのしりとり動画の投稿を開始したことで、スマブラ界隈以外の視聴者層からの知名度も上がっていった。
近年では、マインクラフトを使ったストーリー性の高いアニメを投稿しており、2023年2月1日から毎日投稿を続けている。

### 音楽活動
中学時代からボーカル兼ギタリストとしてバンド活動をしており作詞作曲も手掛ける。その歌唱力を活かして、歌ってみた動画やオリジナル曲を投稿している。また毎月、ツイキャスにて歌キャスを開催している。
2024年1月8日の初ソロLIVEでは、3曲のソロオリジナル曲やきみゆめ時代のオリジナル曲を含む全10曲を披露した。

## ディスコグラフィー

### オリジナル曲
| 投稿日         | 曲名                 | 作詞     | 作曲                   | 編曲                  | MIX              | イラスト | 動画     | マスタリング |
| -------------- | -------------------- | -------- | ---------------------- | --------------------- | ---------------- | -------- | -------- | ------------ |
| 2023年4月1日   | lost Strawberry      | ラメリィ | ラメリィ               | 波乗りザッパ          | 戸田清章         | °K       | tugutugu | 浜田崇史     |
| 2023年8月4日   | merry Land           | ラメリィ | ラメリィ               | 波乗りザッパ          | 戸田清章         | せぜり   | 利波雷   | 浜田崇史     |
| 2023年12月23日 | salad Bowl           | ラメリィ | ラメリィ               | 波乗りザッパ          | 戸田清章         | °K       | tugutugu | エルエムP    |
| 2024年4月1日   | made of Green cheese | ラメリィ | ラメリィ               | 本多友紀              | 菊池司           | せぜり   | MIZUKING |              |
| 2024年8月9日   | sicut Lepus          | ラメリィ | ラメリィ               | [.que] / nao kakimoto | 平野達也         | せぜり   | 利波 雷  | 浜田崇史     |
| 2024年4月4日   | 時計に針がない       | ラメリィ | ラメリィ&The Baby City | The Baby City         | Sugimoto Daisuke | Raka     | MIZUKING |              |

### 歌ってみた
| 投稿日        | 曲名                 | オリジナル     |
| ------------- | -------------------- | -------------- |
| 2018年5月17日 | ドラマツルギー       | Eve            |
| 2019年2月21日 | ロキ                 | みきとP        |
| 2019年2月21日 | 空も飛べるはず       | スピッツ       |
| 2019年4月12日 | かいしんのいちげき！ | 天月           |
| 2019年5月14日 | 乙女解剖             | DECO*27        |
| 2019年8月8日  | 命に嫌われている。   | カンザキイオリ |
| 2020年2月8日  | シャルル             | バルーン       |
| 2020年7月5日  | 惑星ループ           | ナユタン星人   |
| 2020年9月23日 | KING                 | Kanaria        |

| 投稿日         | 曲名                     | オリジナル       |
| -------------- | ------------------------ | ---------------- |
| 2018年12月18日 | ロキ                     | みきとP          |
| 2019年1月3日   | 空も飛べるはず           | スピッツ         |
| 2019年3月11日  | 乙女解剖                 | DECO*27          |
| 2019年3月12日  | ドラマツルギー           | Eve              |
| 2019年4月9日   | かいしんのいちげき！     | 天月             |
| 2019年5月18日  | シャルル                 | バルーン         |
| 2019年8月4日   | 命に嫌われている。       | カンザキイオリ   |
| 2019年8月20日  | Lemon                    | 米津玄師         |
| 2020年1月5日   | ヒバナ                   | DECO*27          |
| 2020年5月27日  | ベノム                   | かいりきベア     |
| 2020年9月2日   | 夜に駆ける               | YOASOBI          |
| 2020年9月22日  | KING                     | Kanaria          |
| 2020年10月12日 | ボッカデラベリタ         | 柊キライ         |
| 2020年11月11日 | ダーリンダンス           | かいりきベア     |
| 2020年11月13日 | 炎                       | LiSA             |
| 2020年11月28日 | うっせぇわ               | Ado              |
| 2020年11月30日 | 猫                       | DISH//           |
| 2021年2月5日   | 廻廻奇譚                 | Eve              |
| 2021年2月10日  | 心予報                   | Eve              |
| 2021年3月4日   | 怪物                     | YOASOBI          |
| 2021年4月1日   | エンヴィーベイビー       | Kanaria          |
| 2021年4月16日  | グッバイ宣言             | Chinozo          |
| 2021年5月14日  | ヴァンパイア             | DECO*27          |
| 2021年5月22日  | ギラギラ                 | Ado              |
| 2021年6月12日  | シル・ヴ・プレジデント   | P丸様。          |
| 2021年8月20日  | 花に亡霊                 | ヨルシカ         |
| 2021年8月28日  | 小悪魔だってかまわない！ | めいちゃん       |
| 2021年9月4日   | シンデレラ               | DECO*27          |
| 2021年10月16日 | フォニイ                 | ツミキ           |
| 2021年12月10日 | ヨワネハキ               | 和ぬか           |
| 2022年2月12日  | 神っぽいな               | ピノキオピー     |
| 2022年7月27日  | ミックスナッツ           | Official髭男dism |
| 2022年8月22日  | Habit                    | SEKAI NO OWARI   |
| 2022年9月2日   | QUEEN                    | Kanaria          |
| 2022年9月30日  | 新時代                   | Ado              |
| 2022年11月12日 | KICKBACK                 | 米津玄師         |
| 2022年12月24日 | Overdose                 | なとり           |
| 2023年5月19日  | アイドル                 | YOASOBI          |
| 2023年10月13日 | 勇者                     | YOASOBI          |
| 2023年10月20日 | クラクラ                 | Ado              |
| 2024年2月14日  | 晩餐歌                   | tuki.            |
| 2024年3月1日   | Bling-Bang-Bang-Born     | Creepy nuts      |
| 2024年3月22日  | 旅立ちの日に             | 坂本浩美         |
| 2024年3月29日  | 鬼ノ宴                   | 友成空           |